# Venarey-les-Laumes
Venarey-les-Laumes – miejscowość i gmina we Francji, w regionie Burgundia-Franche-Comté, w departamencie Côte-d’Or.
Według danych na rok 1990 gminę zamieszkiwały 3544 osoby, a gęstość zaludnienia wynosiła 346 osób/km² (wśród 2044 gmin Burgundii Venarey-les-Laumes plasuje się na 61. miejscu pod względem liczby ludności, natomiast pod względem powierzchni na miejscu 916.).